# Lista de prefeitos de Inocência
Esta é a lista de prefeitos do município de Inocência, estado brasileiro do Mato Grosso do Sul.
| Nº | Nome                                                                           | Imagem                             | Partido                                          | Início do mandato       | Fim do mandato                           | Observações                             |
| 1  | Sinphronio Rocha Júnior                                                        |                                    | Partido Social Democrático PSD                   | 1° de janeiro de 1959   | 31 de dezembro de 1961                   | Prefeito nomeado pelo governo estadual. |
| 2  | Alaor Pires de Azambuja                                                        |                                    | União Democrática Nacional UDN                   | 1° de janeiro de 1962   | 31 de dezembro de 1963                   | Prefeito nomeado pelo governo estadual. |
| 3  | Sebastião Francisco Ramos                                                      |                                    | Aliança Renovadora Nacional ARENA                | 1° de janeiro de 1964   | 30 de janeiro de 1967                    | Prefeito eleito em sufrágio universal.  |
| 4  | Pedro Otávio Alves                                                             |                                    | Aliança Renovadora Nacional ARENA                | 31 de janeiro de 1967   | 30 de janeiro de 1971                    | Prefeito eleito em sufrágio universal.  |
| 5  | Antônio Pinho de Almeida                                                       |                                    | Aliança Renovadora Nacional ARENA                | 31 de janeiro de 1971   | 30 de janeiro de 1973                    | Prefeito eleito em sufrágio universal.  |
| 6  | Pedro Otávio Alves                                                             |                                    | Aliança Renovadora Nacional ARENA                | 31 de janeiro de 1973   | 31 de janeiro de 1977                    | Prefeito eleito em sufrágio universal.  |
| 7  | Aristides Teodoro da Silva                                                     |                                    | Aliança Renovadora Nacional ARENA                | 1° de fevereiro de 1977 | 31 de janeiro de 1983                    | Prefeito eleito em sufrágio universal.  |
| 8  | Nercílio Ferreira Leal (19??–10.12.2010)                                       |                                    | Partido do Movimento Democrático Brasileiro PMDB | 1° de fevereiro de 1983 | 31 de dezembro de 1988                   | Prefeito eleito em sufrágio universal.  |
| 9  | Aristides Teodoro da Silva                                                     |                                    | Partido da Frente Liberal PFL                    | 1° de janeiro de 1989   | 12 de junho de 1990                      | Prefeito eleito em sufrágio universal.  |
| 10 | Vanir Teodoro de Freitas (Inocência, 06.10.1946–)                              |                                    | Partido da Frente Liberal PFL                    | 12 de Junho de 1990     | 31 de dezembro de 1992                   | Vice-prefeito no cargo como titular.    |
| 11 | Diorande Garcia Leal (Paranaíba, 28.08.1946–)                                  |                                    | Partido do Movimento Democrático Brasileiro PMDB | 1° de janeiro de 1993   | 31 de dezembro de 1996                   | Prefeito eleito em sufrágio universal.  |
| 12 | Vanir Teodoro de Freitas (Inocência, 06.10.1946–)                              |                                    | Partido da Frente Liberal PFL                    | 1° de janeiro de 1997   | 31 de dezembro de 2000                   | Prefeito eleito em sufrágio universal.  |
| 13 | José Arnaldo Ferreira de Melo (Brejão, 28.12.1961–)                            |                                    | Partido Progressista Brasileiro PPB              | 1° de janeiro de 2001   | 31 de dezembro de 2004                   | Prefeito eleito em sufrágio universal.  |
| 13 | José Arnaldo Ferreira de Melo (Brejão, 28.12.1961–)                            | Partido Trabalhista Brasileiro PTB | 1° de janeiro de 2005                            | 31 de dezembro de 2008  | Prefeito reeleito em sufrágio universal. |                                         |
| 14 | Antônio Ângelo Garcia dos Santos, Toninho da Cofapi (Três Lagoas, 23.12.1953–) |                                    | Democratas DEM                                   | 1° de janeiro de 2009   | 31 de dezembro de 2012                   | Prefeito eleito em sufrágio universal.  |
| 14 | Antônio Ângelo Garcia dos Santos, Toninho da Cofapi (Três Lagoas, 23.12.1953–) | 1° de janeiro de 2013              | Democratas DEM                                   | 31 de dezembro de 2016  | Prefeito reeleito em sufrágio universal. |                                         |
| 15 | José Arnaldo Ferreira de Melo, Zé Arnaldo (Brejão, 28.12.1961–)                |                                    | Partido da Social Democracia Brasileira PSDB     | 1° de janeiro de 2017   | 31 de dezembro de 2020                   | Prefeito eleito em sufrágio universal.  |
| 16 | Antônio Ângelo Garcia dos Santos, Toninho da Cofapi (Três Lagoas, 23.12.1953–) |                                    | Democratas DEM                                   | 1° de janeiro de 2021   | 31 de dezembro de 2024                   | Prefeito eleito em sufrágio universal.  |
| 16 | Antônio Ângelo Garcia dos Santos, Toninho da Cofapi (Três Lagoas, 23.12.1953–) | Progressista PP                    | 1° de janeiro de 2025                            | Atualidade              | Prefeito reeleito em sufrágio universal. |                                         |